# Tournoi de tennis de Téhéran
Le tournoi de Téhéran ou Aryamehr Cup était un tournoi de tennis professionnel masculin, joué à Téhéran de 1973 à 1977. Il faisait partie du WCT Tour et était joué sur terre battue en extérieur.

## Palmarès

### Simple
| No | Date       | Nom et lieu du tournoi | Catégorie      | Dotation       | Surface        | Vainqueur       | Finaliste      | Score              |                |
| -- | ---------- | ---------------------- | -------------- | -------------- | -------------- | --------------- | -------------- | ------------------ | -------------- |
| 1  | 17-05-1971 | Aryamehr Cup, Téhéran  |                | NC $           | Terre (ext.)   | Marty Riessen   | John Alexander | 6-7, 6-1, 6-3, 7-6 |                |
|    | 1972       | Pas de tournoi         | Pas de tournoi | Pas de tournoi | Pas de tournoi | Pas de tournoi  | Pas de tournoi | Pas de tournoi     | Pas de tournoi |
| 2  | 22-10-1973 | Aryamehr Cup, Téhéran  |                | NC $           | Terre (ext.)   | Raúl Ramírez    | John Newcombe  | 7-6, 1-6, 7-5, 6-3 |                |
| 3  | 28-10-1974 | Aryamehr Cup, Téhéran  |                | NC $           | Terre (ext.)   | Guillermo Vilas | Raúl Ramírez   | 6-0, 6-3, 6-1      |                |
| 4  | 27-10-1975 | Aryamehr Cup, Téhéran  |                | NC $           | Terre (ext.)   | Eddie Dibbs     | Iván Molina    | 1-6, 6-4, 7-5, 6-4 |                |
| 5  | 04-10-1976 | Aryamehr Cup, Téhéran  |                | 150 000 $      | Terre (ext.)   | Manuel Orantes  | Raúl Ramírez   | 7-6, 6-0, 2-6, 6-4 |                |
| 6  | 03-10-1977 | Aryamehr Cup, Téhéran  |                | 150 000 $      | Terre (ext.)   | Guillermo Vilas | Eddie Dibbs    | 6-2, 6-4, 1-6, 6-1 |                |

### Double
| No | Date       | Nom et lieu du tournoi | Catégorie      | Dotation       | Surface        | Vainqueurs                     | Finalistes                    | Score              |                |
| -- | ---------- | ---------------------- | -------------- | -------------- | -------------- | ------------------------------ | ----------------------------- | ------------------ | -------------- |
| 1  | 17-05-1971 | Aryamehr Cup, Téhéran  |                | NC $           | Terre (ext.)   | John Newcombe Tony Roche       | Robert Carmichael Ray Ruffels | 6-4, 6-7, 6-1      |                |
|    | 1972       | Pas de tournoi         | Pas de tournoi | Pas de tournoi | Pas de tournoi | Pas de tournoi                 | Pas de tournoi                | Pas de tournoi     | Pas de tournoi |
| 2  | 22-10-1973 | Aryamehr Cup, Téhéran  |                | NC $           | Terre (ext.)   | Rod Laver John Newcombe        | Ross Case Geoff Masters       | 7-6, 6-2           |                |
| 3  | 28-10-1974 | Aryamehr Cup, Téhéran  |                | NC $           | Terre (ext.)   | Manuel Orantes Guillermo Vilas | Brian Gottfried Raúl Ramírez  | 7-6, 2-6, 6-2      |                |
| 4  | 27-10-1975 | Aryamehr Cup, Téhéran  |                | NC $           | Terre (ext.)   | Juan Gisbert Manuel Orantes    | Bob Hewitt Frew McMillan      | 7-5, 6-7, 6-1, 6-4 |                |
| 5  | 04-10-1976 | Aryamehr Cup, Téhéran  |                | 150 000 $      | Terre (ext.)   | Wojtek Fibak Raúl Ramírez      | Juan Gisbert Manuel Orantes   | 7-5, 6-1           |                |
| 6  | 03-10-1977 | Aryamehr Cup, Téhéran  |                | 150 000 $      | Terre (ext.)   | Ion Țiriac Guillermo Vilas     | Bob Hewitt Frew McMillan      | 1-6, 6-1, 6-4      |                |